# A False Suspicion
A False Suspicion er en amerikansk stumfilm fra 1911.

## Medvirkende
- Francis X. Bushman som John Barton.
- Bryant Washbur som Richard Lee.
- Mabel Moore som Mildred Barton.
- Doris Kelcey.
- Kenneth Kelcey.